# Banco de Pagos Internacionales
El Banco de Pagos Internacionales (BPI; en inglés Bank for International Settlements o BIS) es una organización internacional financiera, propiedad de numerosos bancos centrales, con sede en Basilea (Suiza). Conocido como el "banco de los bancos centrales", el BPI fomenta la cooperación financiera y monetaria internacional y sirve de banco para los bancos centrales. No rinde cuentas ante ningún gobierno. El BPI lleva a cabo su trabajo a través de sus departamentos monetario y económico, bancario, su secretaría general, los comités que alberga y a través de su Asamblea General, en la que tienen derecho de voto y representación sus bancos centrales miembros. También presta servicios bancarios a bancos centrales y otras instituciones monetarias oficiales. Fue fundado por los Acuerdos de La Haya de 1930. Su nombre oficial[cita requerida] en alemán es Bank für Internationalen Zahlungsausgleich (BIZ), en francés es Banque des Règlements Internationaux (BRI) y en italiano es Banca dei Regolamenti Internazionali (BRI). Tiene dos oficinas de representación, una en Hong Kong y otra en Ciudad de México.
Jens Weidmann, presidente del Banco Federal de Alemania, es el presidente del Consejo de Administración del BPI desde noviembre de 2015. El director general es el español Pablo Hernández de Cos desde el 1 de julio de 2025.

## Historia
El BPI fue fundado en 1930. Los principales actores en la constitución del BPI fueron el gobernador del Banco de Inglaterra, Montagu Norman, y su colega alemán Hjalmar Schacht, último ministro de finanzas de Adolf Hitler. El banco fue creado inicialmente con la intención de facilitar transferencias pecuniarias que pudieran surgir en el marco de las obligaciones de compensación resultantes de los tratados de paz. Después de la Primera Guerra Mundial, la necesidad de tener un banco especializado en estas labores y transacciones fue sugerida por el Comité Young del Plan Young, como un medio de transferir los pagos de las reparaciones alemanas (vid. Tratado de Versalles). El plan fue acordado en agosto de aquel año en una conferencia en La Haya. Asimismo, se hizo un borrador de estatutos para el banco en la Conferencia Internacional de Banqueros de Baden Baden en noviembre. Los estatutos fueron aprobados en la Segunda Conferencia de La Haya, de 20 de junio de 1930. El Consejo de Administración original del BPI incluía a varios representantes de la Alemania nazi: el ministro de Economía Walther Funk, un oficial de las SS llamado Oswald Pohl, Herman Schmitz, consejero de IG Farben y el Barón von Schröder, el propietario del banco J.H. Stein Bank, en el que se depositaban los fondos de la Gestapo y otros fondos del Estado alemán que en otro banco hubieran quedado bloqueados.
Después de la Segunda Guerra Mundial, en la Conferencia de Bretton Woods de 1944 el BPI llegó a ser la clave en una disputa entre la delegación estadounidense, formada por Harry Dexter White y Henry Morgenthau, y la delegación británica, encabezada por John Maynard Keynes y Dean Atchison, representante de Chase Bank. Estos últimos intentaron vetar la disolución del banco.
Como resultado de las alegaciones acerca de que el BPI había ayudado a los alemanes a expoliar los activos de los países ocupados durante la Segunda Guerra Mundial, la Conferencia Monetaria y Financiera de Naciones Unidas recomendó la liquidación del BPI tan pronto como fuera posible. Esta tarea, que fue propuesta originalmente por Noruega y apoyada por otros delegados europeos y por Morgenthau y White, nunca fue adoptada.
En julio de 1944, Archison interrumpió a Keynes en una reunión porque temía que el BPI fuera disuelto por el presidente estadounidense Franklin Delano Roosevelt. Keynes acudió a Henry Morgenthau para evitar la disolución del BPI o, al menos, posponerla. Sin embargo, al día siguiente se aprobó dicha disolución. La delegación británica no se rindió y la disolución del banco fue suspendida hasta después de la muerte de Roosevelt. En abril de 1945, los británicos y el nuevo presidente estadounidense, Harry S. Truman, pararon la disolución del BPI.

## Objetivo: estabilidad monetaria y financiera
La misión declarada del BIS es servir a los bancos centrales en su búsqueda de la estabilidad monetaria y financiera, fomentar la cooperación internacional en esas áreas y actuar como banco para los bancos centrales. El BIS lleva a cabo su misión:
- fomentando el debate y facilitando la colaboración entre los bancos centrales
- apoyando el diálogo con otras autoridades responsables de promover la estabilidad financiera
- realizando investigaciones y análisis de políticas sobre cuestiones relevantes para la estabilidad monetaria y financiera;
- actuando como contraparte principal de los bancos centrales en sus transacciones financieras; y
- ejerciendo como agente o fiduciario en relación con las operaciones financieras internacionales.

El papel que desempeña el BPI en la actualidad va más allá de su función histórica. El objetivo original del BPI era "promover la cooperación de los bancos centrales y proporcionar facilidades adicionales para las operaciones financieras internacionales, así como actuar como fiduciario o agente en relación con las liquidaciones financieras internacionales que se le encomienden en virtud de acuerdos con las partes interesadas", tal y como se recoge en sus Estatutos de 1930.

## Organización de los bancos centrales

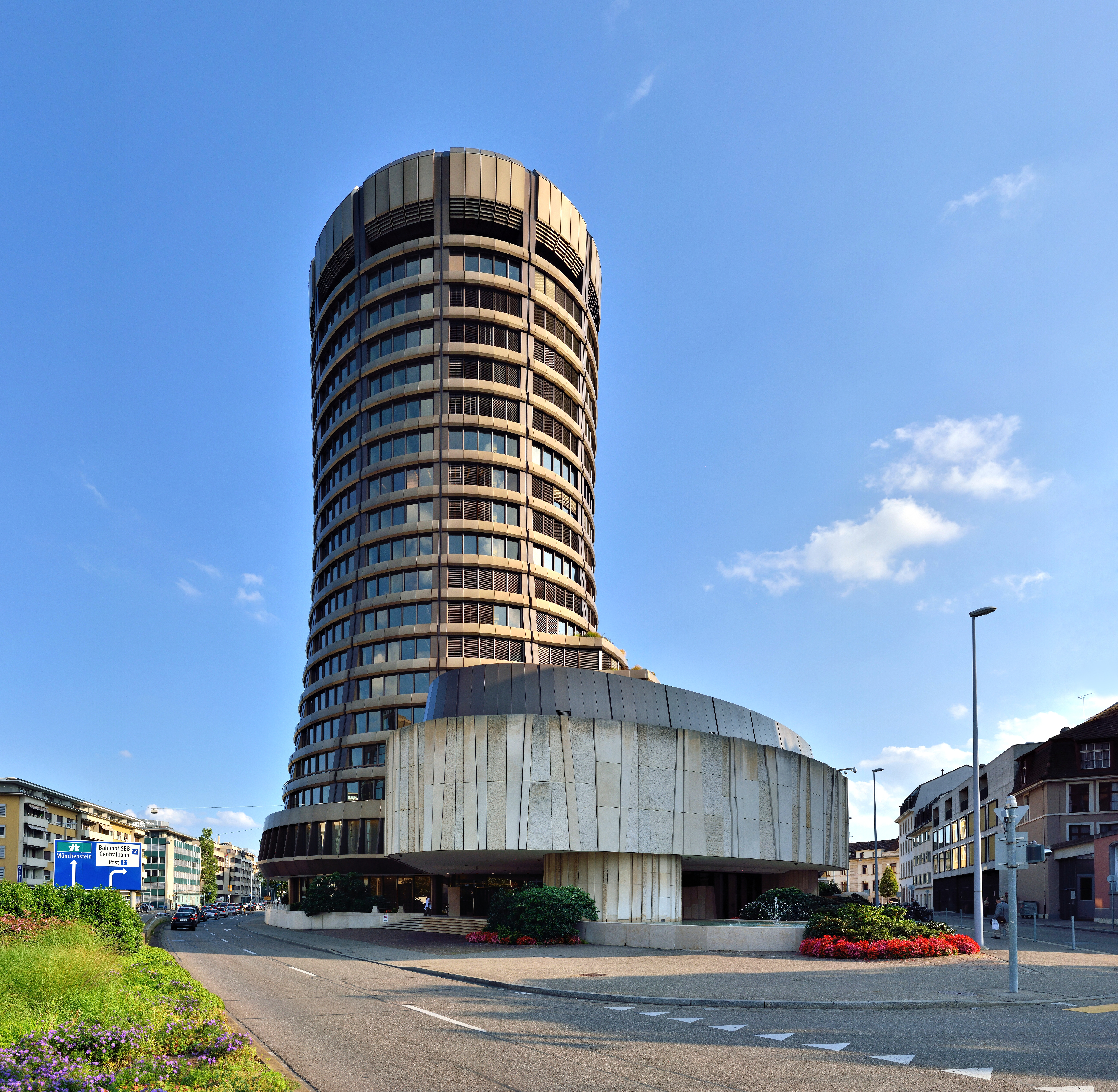
Sede del BPI en Basilea.

El BPI asiste a los bancos centrales en la promoción de la estabilidad monetaria y financiera, fomenta la cooperación internacional en dichos ámbitos y actúa como banco de los bancos centrales. Para ello, el BPI:  
- facilita el diálogo y la colaboración entre los bancos centrales y otras autoridades encargadas de promover la estabilidad financiera;
- investiga asuntos que atañen a las políticas de los bancos centrales y las autoridades de supervisión financiera;
- actúa como contraparte de primera categoría para los bancos centrales en sus transacciones financieras;
- y ejerce de agente o fideicomisario en operaciones financieras internacionales.

El BPI alberga cuenta con los siguientes comités, cuyos programas están dirigidos por varios grupos de bancos centrales y autoridades supervisoras: 
- El Comité de Supervisión Bancaria de Basilea (dedicado, entre otros, a la regulación en materia de capital bancario)
- El Comité para el Sistema Financiero Global
- El Comité de Pagos e Infraestructuras del Mercado
- El Comité de los Mercados
- El Grupo para el Buen Gobierno de los Bancos Centrales
- El Comité Irving Fisher de Estadísticas de Bancos Centrales.

Tres asociaciones tienen también su sede en el BPI:
- El Consejo de Estabilidad Financiera
- La Asociación Internacional de Aseguradores de Depósitos
- La Asociación Internacional de Supervisores de Seguros
- Además, el Instituto para la Estabilidad Financiera del BPI facilita la divulgación del trabajo de los organismos de normalización entre los bancos centrales y las agencias supervisoras y reguladoras del sector financiero.

Como organización de los bancos centrales, el BPI se ocupa de que la política monetaria sea más predecible y transparente para los 60 bancos centrales que son miembros. Mientras que la política monetaria queda determinada por cada Estado soberano, está a su vez sujeta a la actividad de los bancos centrales y privados, y potencialmente a la especulación que pudiera afectar a la tasa de cambio, así como al destino de las exportaciones. Cualquier fallo que impida mantener la política monetaria en línea con la realidad y llevar a cabo las reformas monetarias a tiempo, preferiblemente de forma simultánea en los 55 Estados miembros, ha conducido tradicionalmente a pérdidas billonarias en la medida en que los bancos tratan de mantener sus políticas llevando a cabo métodos de mercado abierto que, a la postre, han demostrado ser poco realistas. Los bancos centrales no "establecen" unilateralmente tipos, sino que determinan sus objetivos e intervienen empleando masivamente recursos financieros, así como poderes regulatorios para poder lograr los objetivos que se fijan. Una razón para coordinar la política de forma más cercana es el objetivo de asegurarse que ello no se convierta en una herramienta demasiado cara y que las oportunidades para el arbitraje privado que puedan conducir a diferencias en las políticas son extrañas y rápidamente eliminadas.
Dos aspectos de la política monetaria han mostrado que son especialmente sensibles y han creado dos objetivos específicos para el BPI: la regulación de la adecuación de capital y el fomento de la transparencia de los requisitos de reservas.

### Regulación de la adecuación de capital
Las políticas de adecuación de capital se aplican al capital y a los activos de capital. Ambos pueden estar sobrevalorados en varias circunstancias. De acuerdo con ello, el BPI requiere a los bancos que tengan un cociente entre capital y activos que se sitúe por encima de un estándar internacional mínimo establecido, a los efectos de proteger a todos los bancos centrales que participan en el BPI. El principal papel del BPI es establecer los requisitos mínimos de capital. Desde un punto de vista internacional, asegurarse el ratio de capital es el problema más importante para los bancos centrales, debido a que los préstamos especulativos basados en un capital subyacente inadecuado y en unas normas de responsabilidad ampliamente cambiantes puede originar crisis económicas en la medida en que el dinero malo conduce a buen puerto (Ley de Gresham).

### Mantenimiento de la transparencia de las reservas

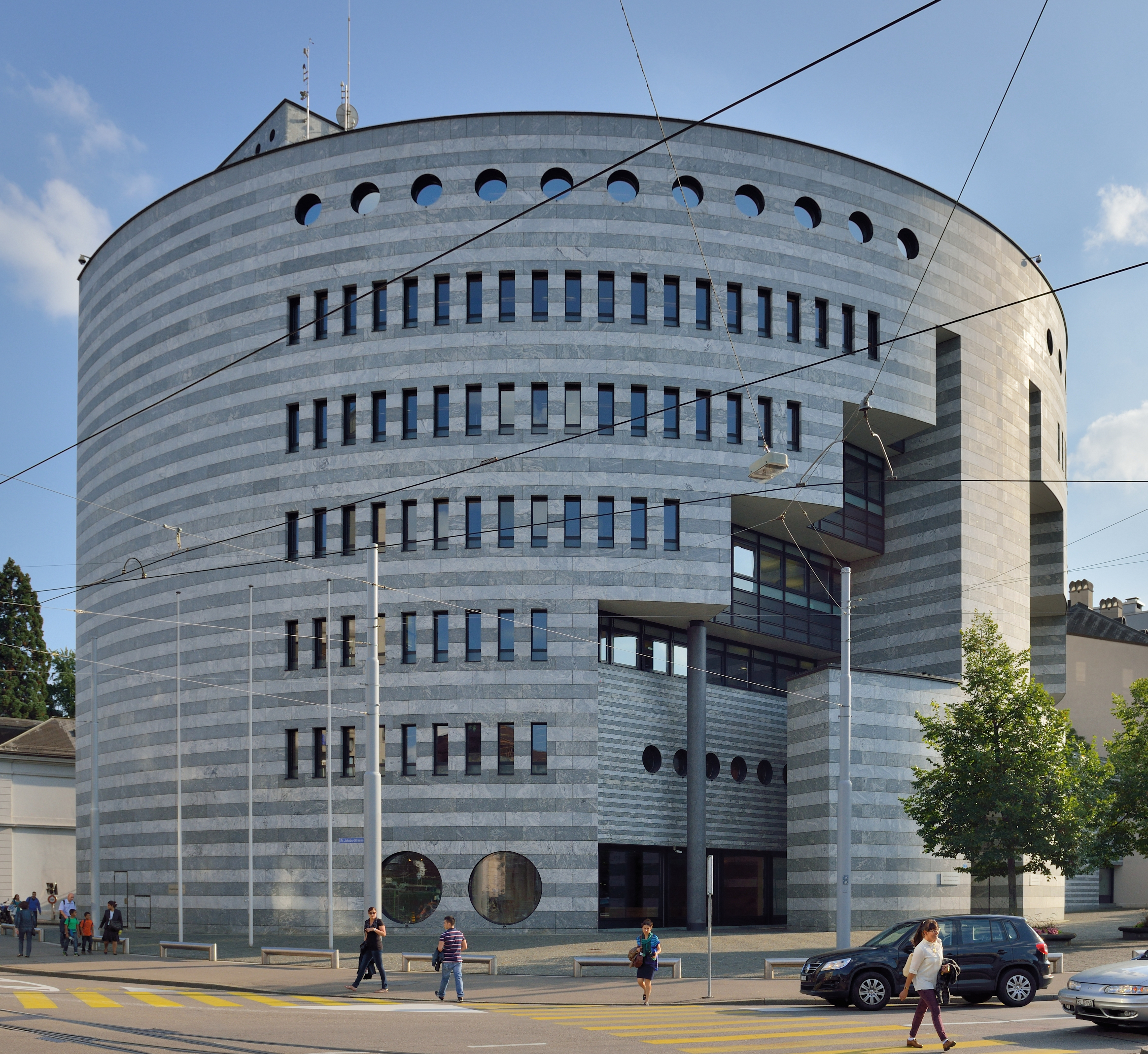
Edificio del BPI en Basilea, del arquitecto Mario Botta.

La política de reservas es de gran relevancia, especialmente para los consumidores de las economías integrantes. Para asegurarse frente a la liquidez y limitar la responsabilidad de la economía en su conjunto, los bancos no pueden crear dinero en industrias o regiones específicas sin límite alguno. Para realizar depósitos bancarios, permitir que los clientes tomen dinero a préstamo de forma más segura y para reducir el riesgo que el banco asume, se requiere a los bancos que sean capaces de establecer reservas.
La política de reservas es más complicada de unificar en la medida en que depende de las condiciones locales y a menudo está enfocada a llevar a cabo cambios centrados en industrias o regiones concretas, especialmente dentro de los países en vías de desarrollo de gran tamaño. Por ejemplo, el Banco Popular de China requiere a los bancos urbanos que mantengan un 7% de reservas mientras que permite a los bancos situados en medios rurales que mantengan un 6% de reservas y, simultáneamente, indica a los bancos que los requisitos de reservas o ciertas industrias sobrecalentadas podrían aumentar de forma aguda o que las penalizaciones podrían establecerse si las inversiones en dichas industrias no cesaran completamente.[cita requerida] Es muy inusual esta forma de actuar del Banco Central de China como banco central, debido a que se enfoca en el país y no en la divisa, pero su deseo de controlar la inflación de los activos ha sido crecientemente compartido por los miembros del BPI,[cita requerida] que tienen un gran temor hacia las burbujas en la economía, así como por los países exportadores, que encuentran muy complicada la gestión de los requisitos impuestos a las economías internas de cada país.
Por varias razones, ha llegado a ser muy difícil la evaluación correcta de las reservas, aparte de establecerlas como simples instrumentos de préstamos. Esto ha tendido a penalizar la unificación de la normativa en materia de reservas dentro de la escala global del BPI. Históricamente, el BPI estableció normas que favorecían el préstamo de dinero a terratenientes privados (alrededor de cinco a uno) y a entidades sin ánimo de lucro (alrededor de dos a uno) sobre los préstamos a personas físicas. Estas distinciones, que reflejaban la economía clásica, fueron remplazadas por políticas que confiaban en valores de mercado indiferenciados, más en línea con la economía neoclásica.

## Consejo de administración
El consejo de administración del BPI se compone de un máximo de 18 miembros, incluidos seis consejeros ex officio (natos), y elige a un presidente de entre sus miembros.
Los miembros ex officio son los gobernadores de los bancos centrales de Alemania, Bélgica, Estados Unidos, Francia, Italia y el Reino Unido; conjuntamente, pueden nombrar a otro miembro de la nacionalidad de uno de esos bancos centrales. El consejo de administración se completa con 11 miembros elegidos entre los gobernadores de otros bancos centrales miembros.

## Composición del capital
El capital del BPI está compuesto por acciones pertenecientes a los bancos centrales miembros. Las instituciones y personas privadas quedaron excluidas como accionistas a partir de 2000. Los bancos centrales miembros ejercen su derecho de voto en proporción al número de acciones suscritas en su respectivo país.
El capital está dividido en 600.000 acciones, de las que la mayoría pertenecen a los bancos centrales de Alemania, Bélgica, Francia, Italia, Estados Unidos de América y Reino Unido. Son los seis países que se reparten la gestión del BPI.
En 2017, el BPI tenía 60 bancos centrales accionistas de todo el mundo. A 31 de marzo de 2017, el balance total del BPI se situó en 242.200 millones de DEG. El pasivo total del Banco está constituido fundamentalmente por depósitos de clientes, de los que aproximadamente un 90% se denominan en monedas y el resto en oro. En dicha fecha, las posiciones de los clientes (excluidos contratos con pacto de recompra, repos) valían 204.400 millones de DEG. El activo del BPI se compone en su mayoría de títulos de deuda pública o semipública e inversiones (incluidos repos a la inversa) en bancos comerciales internacionales con elevada calificación. Además, a 31 de marzo de 2017, el Banco contabilizaba 103 toneladas de oro fino en su cartera de inversión.
En un principio, las acciones del BPI estaban admitidas a negociación en mercados secundarios, lo que convirtió al BPI en una entidad única: una organización internacional, en el sentido del derecho internacional público que, sin embargo, tenía accionistas privados. Muchos bancos centrales habían comenzado también como instituciones divididas en acciones, como el Banco de Inglaterra, que fue de propiedad privada hasta 1946, o el Banco de España.